# Казимир Константин Плятер
Казимир Константин Плятер (1749 — 4 серпня 1807) — державний діяч Великого князівства Литовського, каштелян Троцький (1790–1793), останній підканцлер великий литовський (1793–1795), історик і публіцист. Староста інфлянтський і Дінабурзький. Королівський камергер і ротмістр народової кавалерії.

## Життєпис
Представник шляхетського роду Плятерів герба Плятер.
Син воєводи мстиславського і каштеляна Троцького графа Констанція Людвіка Плятера (1722–1778) і Августи Огінської, доньки воєводи Троцького, князя Юзефа Тадеуша Огінського.
У 1773 отримав графський титул.
У 1787 Казимир Костянтин Плятер був призначений обозним великим литовським, але відмовився від цієї посади.
У 1790–1793 — каштелян Троцький, в 1793–1795 — останній підканцлер великий литовський.
Визнав нову польську конституцію, ухвалену 3 травня 1791 року.
У 1776–1788 і 1793–1794 роках Казимир Константин Плятер був членом Постійної Ради.
Один із активних учасників Тарговицької конфедерації (1792).
У 1793 на Гродненському сеймі Казимир Константин Плятер був призначений польським королем Станіславом-Августом Понятовським членом сеймової депутації переговорів з московським послом Яковом Сіверсом.
Був членом Гродненської конфедерації, створеної на сеймі для затвердження Другого поділу Речі Посполитої.
У 1793 призначений членом Едукаційної комісії Великого князівства Литовського від Тарговицької конфедерації.
У 1774 заснував у селі Кальник на Вітебщині родову командорію Мальтійського ордену.
Казимир Константин Плятер був автором щоденника подорожі польського короля Станіслава-Августа Понятовського в Канів на зустріч з Катериною II в 1787 і подорожі до Санкт-Петербурга в 1792.
Член Мальтійського ордена (1775), кавалер Ордена Святого Станіслава (1776), Ордена Святого Олександра Невського (1787) і Ордена Білого Орла (1791).

## Родина і діти
Граф Казимир Константин Плятер одружився з Ізабеллою Людвікою Борх, донькою канцлера великого коронного Йоганна-Андреаса фон дер Борха і Луїзи Зіберг. Діти: Людовик, Михайло, Костянтин, Ян, Казимир, Станіслав і Генріх. З них Михайло Плятер одружився з Ізабеллою Оленою, останньою представницею баронського роду Зіберг, і отримав подвійне прізвище Плятер-Зіберг.